# Llista de municipis d'Àvila
| Índex A B C D E F G H I J K L M N O P Q R S T U V W X Y Z |

## A
- Adanero
- Adrada (La)
- Albornos
- Aldeanueva de Santa Cruz
- Aldeaseca
- Aldehuela (La)
- Amavida
- Arenal (El)
- Arenas de San Pedro
- Arevalillo
- Arévalo
- Aveinte
- Avellaneda
- Àvila

## B
- Barco d'Àvila (El)
- Barraco (El)
- Barromán
- Becedas
- Becedillas
- Bercial de Zapardiel
- Berlanas (Las)
- Bernuy-Zapardiel
- Berrocalejo de Aragona
- Blascomillán
- Blasconuño de Matacabras
- Blascosancho
- Bohodón (El)
- Bohoyo
- Bonilla de la Sierra
- Brabos
- Bularros
- Burgohondo

## C
- Cabezas de Alambre
- Cabezas del Pozo
- Cabezas del Villar
- Cabizuela
- Canales
- Candeleda
- Cantiveros
- Cardeñosa
- Carrera (La)
- Casas del Puerto de Villatoro
- Casasola
- Casavieja
- Casillas
- Castellanos de Zapardiel
- Cebreros
- Cepeda la Mora
- Cillán
- Cisla
- Colilla (La)
- Collado de Contreras
- Collado del Mirón
- Constanzana
- Crespos
- Cuevas del Valle
- Chamartín

## D
- Diego del Carpio
- Donjimeno
- Donvidas

## E
- Espinosa de los Caballeros

## F
- Flores de Ávila
- Fontiveros
- Fresnedilla
- Fresno (El)
- Fuente el Sauz
- Fuentes de Año

## G
- Gallegos de Altamiros
- Gallegos de Sobrinos
- Garganta del Villar
- Gavilanes
- Gemuño
- Gilbuena
- Gil García
- Gimialcón
- Gotarrendura
- Grandes y San Martín
- Guisando
- Gutierre-Muñoz

## H
- Hernansancho
- Herradón de Pinares
- Herreros de Suso
- Higuera de las Dueñas
- Hija de Dios (La)
- Horcajada (La)
- Horcajo de las Torres
- Hornillo (El)
- Hoyocasero
- Hoyo de Pinares (El)
- Hoyorredondo
- Hoyos del Collado
- Hoyos del Espino
- Hoyos de Miguel Muñoz
- Hurtumpascual

## J
- Junciana

## L
- Langa
- Lanzahíta
- Losar del Barco (El)
- Llanos de Tormes (Los)

## M
- Madrigal de las Altas Torres
- Maello
- Malpartida de Corneja
- Mamblas
- Mancera de Arriba
- Manjabálago
- Marlín
- Martiherrero
- Martínez
- Mediana de Voltoya
- Medinilla
- Mengamuñoz
- Mesegar de Corneja
- Mijares
- Mingorría
- Mirón (El)
- Mironcillo
- Mirueña de los Infanzones
- Mombeltrán
- Monsalupe
- Moraleja de Matacabras
- Muñana
- Muñico
- Muñogalindo
- Muñogrande
- Muñomer del Peco
- Muñopepe
- Muñosancho
- Muñotello

## N
- Narrillos del Álamo
- Narrillos del Rebollar
- Narros del Castillo
- Narros del Puerto
- Narros de Saldueña
- Navacepedilla de Corneja
- Nava de Arévalo
- Nava del Barco
- Navadijos
- Navaescurial
- Navahondilla
- Navalacruz
- Navalmoral
- Navalonguilla
- Navalosa
- Navalperal de Pinares
- Navalperal de Tormes
- Navaluenga
- Navaquesera
- Navarredonda de Gredos
- Navarredondilla
- Navarrevisca
- Navas del Marqués (Las)
- Navatalgordo
- Navatejares
- Neila de San Miguel
- Niharra

## O
- Ojos-Albos
- Orbita
- Oso (El)

## P
- Padiernos
- Pajares de Adaja
- Palacios de Goda
- Papatrigo
- Parral (El)
- Pascualcobo
- Pedro Bernardo
- Pedro-Rodríguez
- Peguerinos
- Peñalba de Ávila
- Piedrahíta
- Piedralaves
- Poveda
- Poyales del Hoyo
- Pozanco
- Pradosegar
- Puerto Castilla

## R
- Rasueros
- Riocabado
- Riofrío
- Rivilla de Barajas

## S
- Salobral
- Salvadiós
- San Bartolomé de Béjar
- San Bartolomé de Corneja
- San Bartolomé de Pinares
- Sanchidrián
- Sanchorreja
- San Esteban de los Patos
- San Esteban del Valle
- San Esteban de Zapardiel
- San García de Ingelmos
- San Juan de Gredos
- San Juan de la Encinilla
- San Juan de la Nava
- San Juan del Molinillo
- San Juan del Olmo
- San Lorenzo de Tormes
- San Martín de la Vega del Alberche
- San Martín del Pimpollar
- San Miguel de Corneja
- San Miguel de Serrezuela
- San Pascual
- San Pedro del Arroyo
- Santa Cruz del Valle
- Santa Cruz de Pinares
- Santa María del Arroyo
- Santa María del Berrocal
- Santa María del Cubillo
- Santa María de los Caballeros
- Santa María del Tiétar
- Santiago del Collado
- Santiago de Tormes
- Santo Domingo de las Posadas
- Santo Tomé de Zabarcos
- San Vicente de Arévalo
- Serrada (La)
- Serranillos
- Sigeres
- Sinlabajos
- Solana de Ávila
- Solana de Rioalmar
- Solosancho
- Sotalbo
- Sotillo de la Adrada

## T
- Tiemblo (El)
- Tiñosillos
- Tolbaños
- Tormellas
- Tornadizos de Ávila
- Tórtoles
- Torre (La)

## U
- Umbrías

## V
- Vadillo de la Sierra
- Valdecasa
- Vega de Santa María
- Velayos
- Villaflor
- Villafranca de la Sierra
- Villanueva de Ávila
- Villanueva de Gómez
- Villanueva del Aceral
- Villanueva del Campillo
- Villar de Corneja
- Villarejo del Valle
- Villatoro
- Viñegra de Moraña
- Vita

## Z
- Zapardiel de la Cañada
- Zapardiel de la Ribera